# Струнный квартет № 12 (Шостакович)
 Струнный квартет № 12  ре-бемоль мажор, соч. 133 — музыкальное произведение Дмитрия Шостаковича, написанное в 1968 году.
Квартет посвящен первой скрипке Квартета имени Бетховена Дмитрию Цыганову. 11 марта 1968 года композитор писал Цыганову:
«Дорогой Митя! Завтра день твоего рождения. Я сейчас только что кончил Квартет и прошу оказать мне честь принять посвящение» 
Впервые было исполнено квартетом 14 июня 1968 года в московском Доме композиторов. Первое публичное исполнение состоялось 14 сентября в Малом зале консерватории. 20 ноября была осуществлена запись квартета.
Квартет явился важной вехой в творчестве Шостаковича: несмотря на сохранение основной тональности, в музыку были введены элементы додекафонии. Произведение состоит из двух частей, при этом основной является вторая часть, где происходит, по замечанию К. Мейера, «поистине симфоническое развитие, со всем фактурным и гармоническим богатством, с ритмической сложностью» (сам Шостакович называл это произведение симфонией). В качестве ведущего инструмента выступает виолончель, при этом квартет является последним таким произведением композитора.

## Строение квартета
- 1. Moderato — Allegretto — Moderato — Allegretto — Moderato
- 2. Allegretto — Adagio — Moderato — Adagio — Moderato — Allegretto

## Рецензии
- Бобровский В. Победа человеческого духа. — Советская музыка, 1968, № 9, с. 31—33
- Медведев А. Новый квартет Шостаковича. — Музыкальная жизнь, 1968, № 21, с. 2—3